# 하자있는 인간들
《하자있는 인간들》은 2019년 11월 27일부터 2020년 1월 16일까지 방송되었던 MBC 수목 미니시리즈이다.

## 줄거리
꽃미남 혐오증이 생긴 여자와 외모 집착증이 있는 남자, 하자가 있는 그들의 편견을 극복해나가는 과정을 담은 로맨틱 코미디 드라마.

## 등장 인물

### 주요 인물
- 오연서 : 주서연 역 (아역 : 이도연) - 신화고 체육선생님. 서준의 누나. 원재와 원석의 여동생.
- 안재현 : 이강우 역 (아역 : 임규성) - 신화고 재단이사장.
- 김슬기 : 김미경 역 - 신화고 국어선생님.
- 김태형 : 이민혁 역 (아역 : 최승훈) - 신화고 보건선생님.
- 허정민 : 박현수 역 - HS엔터테인먼트 대표. 강우의 친구이자, 중학교 동창.

### 서연네 가족
- 민우혁 : 주원재 역 - 서연의 큰 오빠이자, 수입차 딜러.
- 차인하 : 주원석 역 - 서연의 작은 오빠이자, 바텐더.
- 김재용 : 주서준 역 - 서연의 동생이자, 고등학생. 아이돌 연습생.

### 강우네 가족
- 황우슬혜 : 이강희 역 - 강우의 누나, 재벌가 장녀. 신화푸드 본부장.
- 윤해영 : 오 여사 역 - 강우와 강희의 어머니. 본명은 오미자로 "오미자"라는 이름에 걸맞게 새콤달콤한 매력의 소유자.
- 윤다훈 : 강우 부 역 - 강우와 강희의 아버지. ㈜신화푸드 대표 CEO.
- 김영옥 : 한 회장 역 - 강우와 강희의 할머니. 자수성가의 대표주자.

### 그 외 인물
- 장유상 : 최호돌 역 - 명문대생.
- 주해은 : 이주희 역 - 촉망받는 육상부 제자.
- 신도현 : 백장미 역 - 비밀을 숨긴 인물, 서연을 동경하는 인물.
- 서동원 : 김동구 박사 역 - 스탠퍼드 대학교 출신의 심리상담사
- 임현태 : 한정호 역 - HS엔터테인먼트 장기 연습생.
- 신지훈 : 박석민 역 - HS엔터테인먼트 소속 톱스타.
- 박영수 : 교감선생님 역 - 신화고의 교감선생님.
- 권오경 : 교무주임 역 - 교감선생님의 오른팔.
- 미상 : 앙뚜아네뜨 역 - 서연 집 앞에 사는 성질이 고약하고 괴팍한 성격의 고양이.
- 최재현 : 형원 역
- 김승혜
- 배은우
- 박소라
- 이도엽
- 박미숙
- 김주영
- 김륜희
- 신지연
- 이채민
- 김태현
- 김옥산
- 한영애
- 이현영
- 박수지
- 이수진
- 김유리
- 김유희
- 이가영
- 김혜진
- 이은아
- 이은지
- 홍영시
- 양은혜
- 안혜원
- 이원찬
- 김명훈
- 장민준
- 주연아
- 박선우
- 노성수
- 최준영
- 유일
- 명석근
- 김봉성
- 이우주
- 김효명
- 한근섭
- 김효석
- 서동오
- 조세진
- 최다영
- 배유라
- 옥주리 : 고깃집 이모 역
- 전정일
- 송치훈
- 정영도
- 장희원
- 홍누리
- 김은혜
- 김상훈
- 양봄이
- 김연희
- 손다혜
- 박지호
- 김보민
- 채희수
- 임규성
- 최유리
- 안세민
- 윤재용
- 김혜원
- 최혜진
- 손세욱
- 유민준
- 김감동
- 황채은
- 한세인
- 홍재형
- 이재인
- 김찬호
- 김윤전
- 이지완
- 이나리
- 양현지
- 정회인
- 강예빈
- 장효석 : 발렛기사 역
- 이정식
- 장명운

### 특별출연
- 강태오 : 오정태 역
- 송진우

## 촬영지
- 인천국제공항
- 오크우드 프리미어 인천
- 에이와이라운지
- 제이투플라워
- 재능문화센터
- 마포진짜원조최대포집
- 파로그랜드
- 쉐라톤 서울 디큐브시티호텔
- 서울 중앙고등학교
- 경의선 책거리
- 아르코 예술극장
- 커먼그라운드
- 아리아떼 홍대점
- 그랜드 힐튼 서울
- 석촌옛터
- 반포대교
- 쏠비치 진도
- 강진 가우도 망호 출렁다리
- 평강랜드
- 부암동 7번지
- 일감호
- 경원재 앰배서더
- 롯데월드 어드벤처
- 서울로7017
- 디벙크

## 시청률
최저 시청률과 최고 시청률은 시청률 조사회사와 지역별로 시청률에 차이가 있을 수 있습니다.
| 2019년      | 2019년      | 2019년         | 2019년         | 2019년       |
| 회차        | 방송일      | TNmS 시청률    | AGB 시청률     | AGB 시청률   |
| 회차        | 방송일      | 대한민국(전국) | 대한민국(전국) | 서울(수도권) |
| ----------- | ----------- | -------------- | -------------- | ------------ |
| 제1회       | 11월 27일   | 3.5%           | 3.2%           | %            |
| 제2회       | 11월 27일   | 3.5%           | 4.0%           | %            |
| 제3회       | 11월 28일   | %              | 2.2%           | %            |
| 제4회       | 11월 28일   | %              | 3.0%           | %            |
| 제5회       | 12월 4일    | %              | 2.5%           | %            |
| 제6회       | 12월 4일    | %              | 3.0%           | %            |
| 제7회       | 12월 5일    | %              | 2.3%           | %            |
| 제8회       | 12월 5일    | %              | 3.4%           | %            |
| 제9회       | 12월 11일   | %              | 1.9%           | %            |
| 제10회      | 12월 11일   | %              | 2.7%           | %            |
| 제11회      | 12월 12일   | %              | 2.5%           | %            |
| 제12회      | 12월 12일   | %              | 3.0%           | %            |
| 제13회      | 12월 18일   | %              | 2.4%           | %            |
| 제14회      | 12월 18일   | %              | 3.7%           | %            |
| 제15회      | 12월 19일   | %              | 2.1%           | %            |
| 제16회      | 12월 19일   | %              | 3.1%           | %            |
| 제17회      | 12월 25일   | %              | 2.1%           | %            |
| 제18회      | 12월 25일   | %              | 2.7%           | %            |
| 제19회      | 12월 26일   | %              | 2.2%           | %            |
| 제20회      | 12월 26일   | %              | 3.0%           | %            |
| 2020년      |             |                |                |              |
| 제21회      | 1월 1일     | %              | 2.8%           | %            |
| 제22회      | 1월 1일     | %              | 3.0%           | %            |
| 제23회      | 1월 2일     | %              | 2.3%           | %            |
| 제24회      | 1월 2일     | %              | 2.7%           | %            |
| 제25회      | 1월 8일     | %              | 2.0%           | %            |
| 제26회      | 1월 8일     | %              | 2.5%           | %            |
| 제27회      | 1월 9일     | %              | 1.9%           | %            |
| 제28회      | 1월 9일     | %              | 2.6%           | %            |
| 제29회      | 1월 15일    | %              | 2.1%           | %            |
| 제30회      | 1월 15일    | %              | 2.5%           | %            |
| 제31회      | 1월 16일    | %              | 2.3%           | %            |
| 제32회      | 1월 16일    | %              | 2.9%           | %            |
| 평균 시청률 | 평균 시청률 |                | 2.6%           |              |

## 전문
수목 미니시리즈 "하자있는 인간들" 방송 관련 입장문 알려 드립니다.
MBC와 ‘하자있는 인간들’ 제작진 및 출연진은 갑작스런 故 차인하 님의 사망 소식에 비통함을 감추지 못하고 있습니다.
먼저 소중한 가족을 잃은 유가족께 깊은 위로와 애도의 마음을 전합니다.
고인은 촬영 기간 그 누구보다도 열정적으로 드라마 촬영에 임하였습니다.
좋은 작품을 만들기 위해 언제나 열심히 현장을 빛내준 고인의 노력을 기억하겠습니다.
MBC ‘하자있는 인간들’ 제작진은 정상적으로 방송이 이뤄지길 바라는 유가족의 뜻을 존중해 별도의 편집 없이 예정대로 드라마를 방송하기로 결정했음을 알려드립니다.
다시 한 번 삼가 고인의 명복을 빕니다.

좋은 드라마 제작을 위해 노력하신 고인을 기억하겠습니다.— 2019년 12월 4일, 출연진 일동

## 같이 보기
- 대한민국의 텔레비전 드라마 목록 (ㅎ)
- 2019년 대한민국의 텔레비전 드라마 목록